# 菊田多利男
菊田 多利男（きくた たりお、1893年5月28日 - 1963年12月17日）は、日本の冶金学者。元日立製作所中央研究所所長。元日本金属学会会長。帝国学士院賞受賞。

## 人物・経歴
宮城県仙台市出身。1920年東北帝国大学理学部物理学科卒業。1926年東北帝国大学理学博士。1933年戸畑鋳物（のちの日立金属）入社。1940年帝国学士院賞受賞。1948年日立製作所常務。1951年日立製作所中央研究所所長。1959年日本金属学会会長。日立化工社長、日本学術会議会員を歴任。

## 著書
- 『鉄鋼学上より見たる日本刀』文堂書店 1933年
- 『可鍛鑄鐵』共立社 1934年
- 『鑄物本質論』工業圖書 1936年